# Цепаево
Цепаево — село в Спасском районе Пензенской области России. Входит в состав Дубровского сельсовета.

## География
Село находится в северо-западной части Пензенской области, в лесостепной зоне, в пределах северной окраины Керенско-Чембарской возвышенности, на левом берегу реки Шелдаис, к западу от автотрассы М5, на расстоянии примерно 12 километров (по прямой) к юго-востоку от города Спасска, административного центра района. Абсолютная высота — 187 метров над уровнем моря.

### Климат
Климат характеризуется как умеренно континентальный, с холодной зимой и умеренно жарким летом. Среднегодовая температура — 3,7 °C. Средняя температура воздуха самого холодного месяца (января) составляет −12 °C (абсолютный минимум — −45 °C); самого тёплого месяца (июля) — 19,1 °C (абсолютный максимум — 38 °С). Безморозный период длится 130 дней. Годовое количество атмосферных осадков — 538 мм, из которых большая часть выпадает в период с апреля по октябрь. Снежный покров держится в среднем 136 дней.

## Население
| 1806 | 1864 | 1877 | 1897  | 1911  | 1926  | 1939 |
| ---- | ---- | ---- | ----- | ----- | ----- | ---- |
| 612  | ↗790 | ↗887 | ↗1073 | ↗1203 | ↘1010 | ↘688 |
| 1959 | 1979 | 1989 | 1996  | 2002  | 2010  |      |
| ↘389 | ↘271 | ↘183 | ↗187  | ↘178  | ↘145  |      |

### Национальный состав
Согласно результатам переписи 2002 года, в национальной структуре населения русские составляли 100 % из 178 чел.